# 短身擬長頜魚
短身擬長頜魚，為輻鰭魚綱骨舌魚目象鼻魚科拟长颌鱼属的其中一種。該物種主要分布於非洲剛果河下游流域，體長可達40公分。